# جرم در افغانستان
جرایم در افغانستان به اشکال مختلفی وجود دارند که شامل موارد ذیل می‌باشد: فساد، قتل‌های قراردادی یا ترور، بمب‌گذاری، آدم‌ربایی، قاچاق مواد مخدر، پول‌شویی، تجارت در بازار سیاه و جرایم عادی مانند دزدی و تعرض.

## کشت تریاک
کشت تریاک و قاچاق مواد مخدر نقش مهمی در اوضاع سیاسی و اقتصادی افغانستان طی ۲۵ سال پسین داشته است. پس از خروج نیروهای شوروی از افغانستان، کشت تریاک در این کشور افزایش یافت. بیشتر فرماندهان مجاهدین از کشت خشخاش مالیات می‌گرفتند و حتی مستقیماً در تجارت غیرقانونی مواد مخدر برای تأمین منابع مالی نیروهای خود شرکت داشتند. هرچند طالبان کشت مواد مخدر را محکوم کردند، اما نیاز به پول، آن‌ها را ترغیب نمود تا کشت مواد مخدر را روا دانسته و بر آن مالیات وضع نمایند. افغانستان در ۱۹۹۹ میلادی بیش از ۴٬۵۸۱ تُن تریاک خام و پالایش شده تولید کرد، که بیشترین میزان تولید در این کشور بود. این امر باعث افزایش فشارهای بین‌المللی از جانب دولت‌های شد که در آن‌ها مشتریان مواد مخدر افغانستان وجود داشت. در واکنش به این فشارها، گروه طالبان کشت تریاک را در اواخر ۲۰۰۰ میلادی ممنوع کردند، اما اجازه دادند تا تجارت آن ادامه داشته باشد. پس از ممنوع اعلام شدن، کشت خشخاش به ۱۸۵ تُن تقلیل یافت. این تولیدات اندک تریاک نیز در مناطقی صورت می‌گرفت که تحت کنترل جبهه متحد اسلامی ملی برای نجات افغانستان قرار داشت.
پس از سقوط طالبان در ۲۰۰۱ میلادی، کشت و قاچاق تریاک به‌طور قابل‌توجهی افزایش یافته‌است. فرماندهان شبه‌نظامی منطقه‌ی، سازمان‌های جرمی و مقامات غرق در فساد حکومت افغانستان در سراسر کشور به قاچاق مواد مخدر پرداخته‌اند تا از آن درآمدی تأمین کنند. برخی گروه‌های مخالف دولت نیز از قاچاق مواد مخدر مفاد به‌دست می‌آورند. با در نظر داشت این عوامل، قاچاق مواد مخدر بی‌ثباتی سیاسی این ملت را افزایش داده و تهدیدی است به امنیت داخلی ضعیف و حکومت داری دموکراتیک نارس این کشور.
افغانستان بزرگ‌ترین تولیدکننده تریاک در جهان بوده و در سال ۲۰۰۱ میلادی این کشور منبع ۸۷ درصد تریاک غیرقانونی جهان بود. ۸۰ تا ۹۰ درصد هروئین که در اروپا مصرف می‌شود از تریاکی ساخته می‌شد که در افغانستان تولید می‌گردد. بر اساس گفته انتونیو ماریا کوستا، «مواد مخدر حالا یک خطر روشن و حاضر» در افغانستان است. براساس نظرسنجی که در ۲۰۰۷ میلادی توسط دفتر مقابله با مواد مخدر و جرم سازمان ملل متحد انجام شد، ۹۳ درصد افیون بازار جهان از افغانستان تأمین می‌گردد.

## اوضاع اجتماعی
بیکاری یک قشر بزرگ جمعیت و ابتدایی بودن خدمات اولیه عوامل اصلی جرایم هستند. سایر اشکال جرایم شامل سرقت، آدم‌ربایی و تعرض است. چندین شورش در این کشور در واکنش به مسائل گوناگون سیاسی و سایر مسائل اتفاق افتاده‌است.

## کابل
از زمان سقوط طالبان، میزان جرایم در پایتخت کشور، کابل، به‌طور قابل ملاحظهٔ افزایش یافته‌است. سرقت‌های مسلحانه همواره در نواحی غرب کابل گزارش داده می‌شود. از مارس ۲۰۰۲ تا ژانویه ۲۰۰۳ به تعداد ۴۸ مورد قتل، ۸۰ مورد سرقت و ۱۲ مورد آدم‌ربایی در داخل شهر کابل گزارش شدند.

## تروریسم
حملات تروریستی، از جمله تیراندازی دسته جمعی و حملات انتحاری (استشهادی) چندین بار پس از حمله ۲۰۰۱ ایالات متحده به افغانستان رخ داده‌است. این حملات توسط گروه طالبان و دولت اسلامی عراق و شام (داعش) – ولایت خراسان انجام می‌شوند.